# مرمادوك (فلم)
مرمادوك (بالإنجليزية: Marmaduke) هو فيلم سينمائي أُصدر في أمريكي سنة 2010.

## القصة
تدور أحداث «مرمادوك» حول كلب يدعي «مرمادوك»، يقوم بالأداء الصوتي لشخصيته الممثل أوين ويلسن، يعيش مع عائلة كبيرة تقرر أن تنتقل للعيش بولاية كاليفورنيا، ولكن «مرمادوك» يسبب لهم العديد من المشاكل في التأقلم مع المكان الجديد وأصدقائة الجدد، خصوصا أنه يعيش في سن المراهقة، ويريد أن يجد شريكة حياته.

## إيرادات شباك التذاكر
حقق الفيلم أرباحا تقدر بـ $83,761,844

## وصلات خارجية
- الموقع الرسمي
- مقالات تستعمل روابط فنية بلا صلة مع ويكي بيانات